# Sporting Club Le Rheu
Le Sporting Club Le Rheu, couramment abrégé en SC Le Rheu, est un club omnisports basé au Rheu. Il possède de nombreuses sections sportives. Sa section de football féminin français  aujourd'hui disparue, a évolué en première division tandis que la section rugby est en 2021 en quatrième division.

## Football

### Section féminine

#### Historique
La section féminine du club aujourd'hui disparue a évolué une saison en première division lors de la saison 1980-1981, ainsi qu'une saison en seconde division lors de la saison 2000-2001. La joueuse de l'Olympique Lyonnais et de l'équipe de France Camille Abily a porté les couleurs du club lors de la saison 1999-2000. Camille Abily a déjà une très bonne technique et une vision du jeu au dessus de la moyenne. Elle continue sa progression en signant la saison suivante dans le club professionnel de Saint-Brieuc, meilleur club Breton de l'époque dans sa section. Elle permet néanmoins avec ses partenaires du club Rheusois d'accéder à la deuxième division après une année aboutie.

#### Palmarès
Le tableau suivant liste le palmarès du club dans les différentes compétitions officielles au niveau national et régional.
| Compétitions régionales     | Équipes de jeunes           |
| Votre aide est la bienvenue | Votre aide est la bienvenue |

#### Bilan saison par saison
Le tableau suivant retrace le parcours du club depuis la création de la première division en 1974, jusqu'à sa disparition.
| Édition   | Division 1   | Division 2             | Divisions Régionales |
| 1974-1980 | -            | Championnat inexistant | …                    |
| 1980-1981 | Premier Tour | Championnat inexistant | -                    |
| 1981-2000 | -            | ...                    | …                    |
| 2000-2001 | -            | 10e (Gr. C)            | …                    |
| 2001-.... | -            | -                      | …                    |

### Section masculine
La section masculine n'a jamais joué au niveau national. L'équipe se hisse tout de même jusqu'au 8e tour de la Coupe de France 2013-2014, l'équipe est battue 0-3 par la formation de National, l'US Avranches.

### École de foot
La section jeune de football est en passe de fusionner avec le club voisin de l'Association Sportive de Vezin-le-coquet depuis la saison 2015-2016. La fusion a pour but d'enrichir les effectifs dans certaines catégories.

### Rugby
Le 22 mai 2016,  le club breton accède pour la première fois de son histoire en Fédérale 2 (4e division) après une victoire face à Châteauroux (22-6) en 16e de finale du championnat de Fédérale 3. C'est un moment historique pour le club bretilien, pour la saison 2016-2017, Le Rheu est la plus petite commune de France représentée dans le nord de la Loire (du Top 14 à Fédérale 2).
| Saison    | Division        | Saison régulière                      | Phase finale                          |
| --------- | --------------- | ------------------------------------- | ------------------------------------- |
| 2008-2009 | Fédérale 3 (5e) | 8e/8 - poule 2                        | Play-down - 3e/4 - poule 5            |
| 2009-2010 | Fédérale 3 (5e) | 5e/8 - poule 2                        | Play-down - 3e/4 - poule 5            |
| 2010-2011 | Fédérale 3 (5e) | 4e/11 - poule 1                       | -                                     |
| 2011-2012 | Fédérale 3 (5e) | 4e/10 - poule 4                       | Trente-deuxièmes de finale            |
| 2012-2013 | Fédérale 3 (5e) | 4e/9 - poule 4                        | Trente-deuxièmes de finale            |
| 2013-2014 | Fédérale 3 (5e) | 1er/10 - poule 1                      | Seizièmes de finale                   |
| 2014-2015 | Fédérale 3 (5e) | 2e/10 - poule 1                       | Trente-deuxièmes de finale            |
| 2015-2016 | Fédérale 3 (5e) | 1er/10 - poule 4                      | Huitièmes de finale                   |
| 2016-2017 | Fédérale 2 (4e) | 6e/10 - poule 2                       | Barrage                               |
| 2017-2018 | Fédérale 2 (4e) | 5e/12 - poule 1                       | -                                     |
| 2018-2019 | Fédérale 2 (4e) | 6e/12 - poule 1                       | -                                     |
| 2019-2020 | Fédérale 2 (4e) | 12e/12 - poule 1 (saison interrompue) | 12e/12 - poule 1 (saison interrompue) |
| 2020-2021 | Fédérale 2 (5e) | 5e/12 - poule 1 (saison interrompue)  | 5e/12 - poule 1 (saison interrompue)  |
| 2021-2022 | Fédérale 2 (5e) | 6e/12 - poule 1                       | Barrages                              |
| 2022-2023 | Fédérale 2 (6e) | 4e/12 - poule 8                       | Seizièmes de finale                   |
| 2023-2024 | Fédérale 2 (6e) | 3e/12 - poule 8                       | Barrages                              |
| 2024-2025 | Fédérale 2 (6e) | 5e/12 - poule 8                       | Seizièmes de finale                   |

Légende : 4e ,5e, 6e : échelons de la compétition

### Volley-ball
En septembre 2012 et 2013, la section a accueilli le match de pré-saison professionnelle entre Rennes Volley 35 et Saint-Nazaire. 
Nouveau match de haut niveau en septembre 2014, Rennes Volley 35 et Nantes Rezé Métropole Volley s'affrontent en match de préparation. Tous ces matchs ont eu lieu dans la salle Cosec 2 au Rheu.

### Badminton
Créé en 2012